# Réseau coréen de télescopes à microlentilles
Le Réseau coréen de télescopes à microlentilles ou KMTNet, (en coréen외계행성 탐색시스템) , (en anglais Korean Microlensing Telescope Network) est un réseau de l'Institut coréen de science astronomique et spatiale et des sciences spatiales.
Il est composé de trois télescopes à réflexion situés : 
- Au Chili, l'observatoire interaméricain du Cerro Tololo (CTIO),
- En Australie, l'observatoire de Siding Spring (SSO),
- En Afrique du Sud, l'observatoire astronomique sud-africain (SAAO).

Le réseau est conçu pour permettre l'observation ininterrompue d'une région du ciel. Les télescopes ont une ouverture de 1,6 m et sont équipés d'un correcteur à 4 lentilles et d'une caméra CCD de 340 mégapixels équipé dans le foyer principal pour observer une région du ciel de 2° × 2° ; cela peut être enregistré à des intervalles de 10 min pour observer la variation dans le temps. Les télescopes ont été installés en 2014 et mis en service en 2015.
L'objectif scientifique principal est la découverte d'exoplanètes grâce aux microlentilles provoquées par celles-ci , qui occupent 45 % du temps d'observation. De plus, des observations d'exoplanètes dues à des transits, d'autres objets de luminosité variable et des données pour la recherche d'astéroïdes et de comètes sont attendues. Dans le temps restant, supernovae , astéroïdes et comètes du reste de l'hémisphère sud, relevés des galaxies proches, en particulier les galaxies satellites de la Voie lactée et étude des trous noirs supermassifs effectué dans des noyaux de galaxies actifs variables.

### Liens connexes
- Objets célestes découverts par ce réseau